# لانجار (أرارات)
مدينة لانجار (بالأرمينية:Լանջառ) (بالإنجليزية: Lanjar)‏ هي إحدى المدن التابعة لمقاطعة أرارات في أرمينيا. يقدر عدد سكانها بـ 233 نسمة حسب الإحصاء الذي جرى عام 2011.